# Plataforma pel Dret de Decidir
La Plataforma pel Dret de Decidir (PDD) és una agrupació de diverses entitats i membres de la societat civil d'arreu de Catalunya. Set anys més tard, el concepte d'autodeterminació que la Plataforma va popularitzar des de 2005, apareixia al programa de totes les candidatures emmarcades dins el catalanisme a les eleccions del 2012. La temàtica no era nova i ja present en el discurs polític des de fa més de trenta anys, però la PDD va donar al moviment un salt qualitatiu d'intensitat en sortir el debat dels centres d'estudis portar-lo cap a l'espai públic. Altres entitats com Sobirania i Progrés, Sobirania i Justícia, Deu Mil per l'Autodeterminació, Decidim!, Òmnium Cultural van actuar i actuen en el mateix sentit, però la Plataforma pel Dret de Decidir, pot ésser considerada el motor del fenomen de les consultes sobre la independència de Catalunya.
El 2007, la Coordinadora d'Associacions per la Llengua Catalana li lliurà el Premi Nacional Joan Coromines.

## Manifestació del 18 de febrer del 2006

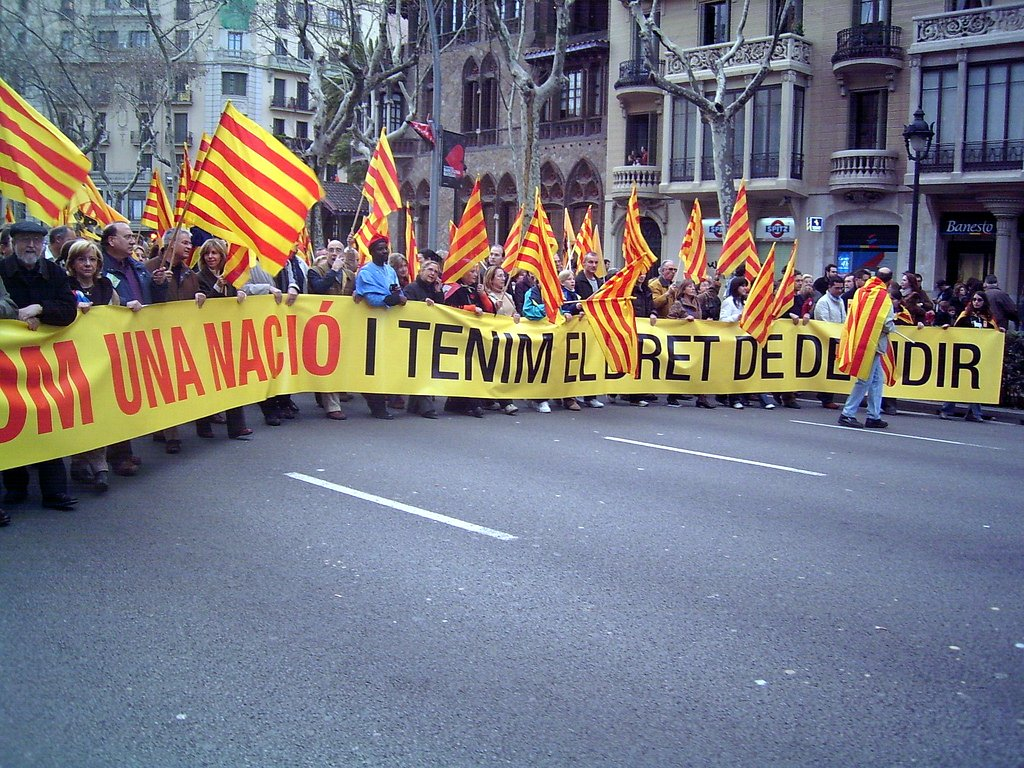
Moment de la manifestació

La manifestació, motiu de la creació de la plataforma, va ser convocada a Barcelona el 18 de febrer del 2006 a les cinc de la tarda. La manifestació va ser un motiu de polèmica, ja que, dels partits que havien donat suport al text aprovat pel Parlament, només s'hi va sumar ERC, i també Esquerra Unida i Alternativa, encara que sense participar-hi tan activament. Les xifres d'assistència van oscil·lar notablement segons les fonts. Segons la Plataforma, hi van participar 700.000 persones, xifra que la Guàrdia Urbana rebaixà fins a 125.000 i que el col·lectiu Contrastant deixà en unes 82.000. Sigui com sigui, es va omplir la Gran Via i la Ronda de la Universitat entre la plaça d'Espanya, on començà la manifestació, i la plaça de Catalunya, on acabà.
Encapçalaren la manifestació, amb una pancarta amb el lema de la plataforma escrit, personalitats de la societat civil, com ara els actors Joel Joan, Lloll Bertran i els membres de Teatre de Guerrilla, el cantant del grup Els Pets, Lluís Gavaldà, l'historiador Oriol Junqueras, els periodistes Vicent Partal i Martxelo Otamendi, o els escriptors Isabel-Clara Simó i Víctor Alexandre, entre d'altres. Més endarrere, apartats de la capçalera, amb una altra pancarta anaven els líders d'ERC amb simpatitzants d'aquest partit. En arribar a la plaça de Catalunya, es llegí el manifest de la plataforma diverses vegades, tot plegat combinat amb actuacions teatrals i musicals.

## Després de la manifestació
Després de la manifestació, la Plataforma anà perdent rellevància, en part per les desavinences internes entre els membres de cara a una posició unitària en el referèndum de l'Estatut. Començaren demanant tot un ventall de formes d'oposició a l'estatut, tant el no, com el vot nul i en blanc, per a finalment acabar demanant el no. Per aquest i altres motius, se'ls acusà de ser una plataforma al servei d'Esquerra, atès que, per exemple, els darrers passaren de pronunciar-se a favor d'un vot nul a un no després de la queixa de les mateixes bases.
En el referèndum per aprovar l'Estatut, dut a terme el 18 de juny del 2006, guanyà el sí per un aclaparador 73,9% dels vots, hi hagué un 20,76% de vots contraris i un 5,34% de vots en blanc (curiosament, atès que era una opció que no demanava cap partit). El vot nul no arribà a l'1%. El que és destacable és, sobretot, la baixa participació que hi hagué, de només el 49% del cens. Sembla que el vot nacionalista anà majoritàriament cap al Sí, amb què l'objectiu de la plataforma no fou assolit.

## Manifestació de l'1 de desembre del 2007
La Plataforma pel Dret de Decidir tornà a convocar una manifestació, aquest cop l'1 de desembre del 2007 a les 5 de la tarda. El lema és Som una nació i diem PROU! Tenim dret a decidir sobre les nostres infraestructures. El manifest de la convocatòria exigia el traspàs de la xarxa de transports i d'infraestructures a la Generalitat de Catalunya, la publicació de les balances fiscals entre Catalunya i l'estat espanyol i que la Generalitat recaptés i gestionés tots els impostos dels catalans.
A la manifestació hi donaren suport CiU, ERC, ICV, EUiA i la CUP entre de molts altres partits de caràcter més minoritaris, així com dues-centes entitats dels Països Catalans i una cinquantena de personalitats de la societat civil. La convocatòria de la plataforma va aconseguir una resposta multitudinària amb unes 700.000 persones segons la plataforma i 200.000 segons els cossos de policia. Va ser presentada, aleshores, com la manifestació més massiva a Barcelona des de la Guerra d'Iraq. En aquests primers anys d'activitats, singularment en les mobilitzacions esmentades i en la campanya batejada com «Decideixo Decidir» que va reunir més de 60.000 signatures a fi que el Parlament de Catalunya reclamés al Parlament Espanyol que la potestat de convocar referèndums fos traspassada a la Generalitat mitjançant l'aplicació de l'article 150 de la Constitució Espanyola, la PDD va cobrir les funcions de ser una eina d'agitació i conscienciació sobre el dret de decidir i de ser, al mateix temps, una plataforma tàctica de conscienciació i intermediació entre el món organitzat en entitats i voluntariat polític i el món polític institucional i de partits. Arran del referèndum sobre l'Estatut de Catalunya i la decantació de la PDD pel NO comença un nou període en el qual la PDD, després de viure un important conflicte al si de la seva Junta, anirà definint-se i actuant com a agent polític que no deixarà que l'autonomisme es perpetuï i impulsarà i donarà suport a diferents mobilitzacions com els «10.000 a Brussel·les per l'Autodeterminació» a favor de la internacionalització de la causa catalana, els «Actes de Sobirania» del 2009 i 2010; la PDD deixa clar, en aquest context, que no farà cap pronunciament ni cap acció que es limiti a denunciar la sentència del Tribunal Constitucional espanyol propiciada pels recursos del PP i del Defensor del Pueblo contra el nou estatut català i que no contribuirà a cap mobilització que es pugui confondre amb una defensa de cap text estatutari ni vell ni nou. Aquest és un pas endavant, que costa una crisi en el si de la junta de la PDD i que distingeix l'acció política de la PDD d'altres actituds més confuses presents en el món associatiu i en el món polític.

## Conflicte a la junta
Després d'una conflictiva divisió interna visibilitzada a l'assemblea del 15 de juny de 2008 (Girona), i causada per acusacions que la portaveu Mònica Sabata s'excedia en les seves declaracions públiques en nom de la Plataforma, el desembre semblava que s'arribava a un acord entre els sectors encapçalats per Elisenda Romeu i Jaume López Però no va ser així, i l'abril Jaume López va dimitir, poc abans que la jutgessa Montserrat Carballo de la Cruz, titular del jutjat de primera instància número 2 de Barcelona, donés la raó al sector d'Elisenda Romeu, declarant nul·la de ple dret l'assemblea del 15 de juny de 2008 on s'havia aprovat un canvi en l'ordre del dia, s'havien modificat els estatuts de l'entitat i s'havia decidit precipitadament elegir nous càrrecs. El 5 de setembre del mateix any Josep Cruanyes va ser escollit nou president de la PDD, amb Carme Forcadell com a vicepresidenta, amb la voluntat expressada de tancar les ferides obertes pel conflicte intern. Més endavant Elisenda Romeu va ser reelegida com a presidenta, i ratificada en el càrrec el 2015.

## Campanya «Decideixo Decidir»
El 20 d'octubre de 2009 la Comissió de Peticions del Parlament de Catalunya va rebre en compareixença als representants de la Plataforma pel Dret de Decidir, Josep Cruanyes i Oriol Munné, i als representants de Sobirania i Progrés Elisenda Paluzie i Lluís Pérez perquè expliquessin la petició popular promoguda per les dues entitats per demanar que la Generalitat pugui convocar referèndums sense haver de demanar autorització al Govern espanyol. La petició es va entrar al mes de gener de 2009 amb el suport de gairebé 75.000 signatures. La Comissió ha volgut la compareixença dels peticionaris tot i que no es una pràctica habitual: cap petició ha tingut tant de suport al darrere. S'hi va fer constar que feia pocs dies que s'havia fet la consulta popular d'Arenys de Munt.
Posteriorment la PPD va publicar "Una cronologia simplificada en 21 punts" que explica les seves principals activitats fins a l'any 2012.